# سترامتسی
سترامتسی (به بلغاری: Stramtsi) یک منطقهٔ مسکونی در بلغارستان است که در تریاونا واقع شده‌است.